# Lytogaster neglecta
Lytogaster neglecta är en tvåvingeart som först beskrevs av Sturtevant och Wheeler 1954.  Lytogaster neglecta ingår i släktet Lytogaster och familjen vattenflugor. Inga underarter finns listade i Catalogue of Life.